# Burlington and Missouri River Railroad
La Burlington and Missouri River Railroad (B&MR) era una compagnia ferroviaria statunitense incorporata nell'Iowa nel 1852, il suo quartier generale era situato a Omaha, Nebraska. Fu sviluppata per costruire una ferrovia attraverso lo stato dell'Iowa e iniziò le operazioni nel 1856. Fu acquistata dalla Chicago, Burlington and Quincy Railroad nel 1872, e continuò a servire come sua sussidiaria.

## Storia
La Burlington and Missouri River Railroad fu incorporata a Burlington, Iowa nel 1852. Cominciò le operazioni il 1º gennaio 1856 con poche miglia di pista. Nel 1857 fu collegata a Ottumwa, seguita da Murray nel 1868. Raggiunse infine il fiume Missouri nel novembre 1859. Utilizzò locomotive a legna e autovetture di legno.
Dopo che la Chicago, Burlington and Quincy Railroad (CB&Q) terminò la costruzione di un ponte che attraversava il fiume Mississippi a Burlington, si collegò con la Burlington and Missouri River Railroad. Nel 1868 la Burlington and Missouri River Railroad gestiva 13 locomotive e 429 auto, per lo più merci, con utili netti di 299.850$ nel 1867. Dopo gli interessi sui prestiti, ciò significava un profitto netto totale di 6.749$.
Un ramo secondario della ferrovia fu fondato nel Nebraska nel 1869, con le rotaie che entrarono per la prima volta nello stato nel 1870 tramite Plattsmouth. Quell'estate, la ferrovia raggiunse Lincoln, la capitale statale recentemente designata. In seguito continuò a deporre le rotaie verso ovest e alla fine si unì alla Union Pacific Railroad il 3 settembre 1872 a Kearney; questo ha avuto l'effetto di collegare il traffico dal Nebraska meridionale al resto del continente. Quello stesso anno iniziò a pubblicizzare "milioni di acri di terra a basso costo" come incentivo per i potenziali coloni dell'Iowa e del Nebraska.
La Burlington and Missouri River Railroad fu acquistata dalla Chicago, Burlington and Quincy Railroad nel 1872. All'epoca aveva iniziato a costruire i binari a Denver, Colorado; questa linea fu completata dalla CB&Q dieci anni dopo.
Dopo essere stata acquisita dalla Chicago, Burlington and Quincy Railroad, la Burlington and Missouri River Railroad ha servito come sussidiaria, operando diverse linee nelle Black Hills, comprese quelle acquisite quando la Chicago, Burlington and Quincy Railroad ha rilevato la Black Hills and Fort Pierre Railroad nel 1901.